# أندريه هال
أندريه هال (بالإنجليزية: Andre Hall)‏ هو عارض وممثل أمريكي، ولد في 1982.

## وصلات خارجية
- أندريه هال على موقع IMDb (الإنجليزية)
- أندريه هال على موقع قاعدة بيانات الفيلم (الإنجليزية)